# Japans korfbalteam
Het Japans korfbalteam is een team van korfballers dat Japan vertegenwoordigt in internationale wedstrijden. De lokale bond heet de Japan Korfball Association (JKA).

## Geschiedenis
Korfbal werd in Japan in de jaren '80 geïntroduceerd. Al in 1990 werd de JKA opgericht en sloot het zich aan bij het IKF. 
In 1999 maakte het nationale team het internationale debuut - het speelde namelijk mee in het wereldkampioenschap korfbal. 
In 2018 was Japan de organiserende partij van het Aziatisch-Oceanisch kampioenschap korfbal.

## Resultaten op de wereldkampioenschappen
| Wereldkampioenschap korfbal |               |             |               |
| Jaar                        | Kampioenschap | Gastheer    | Klassering    |
| 1978                        | 1e WK         | Nederland   | Geen deelname |
| 1984                        | 2e WK         | België      | Geen deelname |
| 1987                        | 3e WK         | Nederland   | Geen deelname |
| 1991                        | 4e WK         | België      | Geen deelname |
| 1995                        | 5e WK         | India       | Geen deelname |
| 1999                        | 6e WK         | Australië   | 12e plaats    |
| 2003                        | 7e WK         | Nederland   | 16e plaats    |
| 2007                        | 8e WK         | Tsjechië    | Geen deelname |
| 2011                        | 9e WK         | China       | Geen deelname |
| 2015                        | 10e WK        | België      | Geen deelname |
| 2019                        | 11e WK        | Zuid-Afrika | 15e plaats    |
| 2023                        | 12e WK        | Taiwan      | 20e plaats    |

## Resultaten op de Wereldspelen
| Wereldspelen |                  |                       |               |
| Jaar         | Kampioenschap    | Gastland              | Klassering    |
| 1985         | 2e Wereldspelen  | Karlsruhe (Duitsland) | Geen deelname |
| 1989         | 3e Wereldspelen  | Karlsruhe (Duitsland) | Geen deelname |
| 1993         | 4e Wereldspelen  | Den Haag (Nederland)  | Geen deelname |
| 1997         | 5e Wereldspelen  | Lahti (Finland)       | Geen deelname |
| 2001         | 6e Wereldspelen  | Akita (Japan)         | Geen deelname |
| 2005         | 7e Wereldspelen  | Duisburg (Duitsland)  | Geen deelname |
| 2009         | 8e Wereldspelen  | Kaohsiung (Taiwan)    | Geen deelname |
| 2013         | 9e Wereldspelen  | Cali (Colombia)       | Geen deelname |
| 2017         | 10e Wereldspelen | Wrocław (Polen)       | Geen deelname |
| 2022         | 11e Wereldspelen | Birmingham (Amerika)  | Geen deelname |
| 2025         | 12e Wereldspelen | Chengdu (China)       | Geen deelname |

## Resultaten op de Aziatisch-Oceanische kampioenschappen
| Aziatisch-Oceanisch kampioenschap korfbal |               |               |               |
| Jaar                                      | Kampioenschap | Gastland      | Klassering    |
| 1990                                      | 1e AOKK       | Indonesië     | Geen deelname |
| 1992                                      | 2e AOKK       | India         | Geen deelname |
| 1994                                      | 3e AOKK       | Australië     | Geen deelname |
| 1998                                      | 4e AOKK       | Zuid-Afrika   | Geen deelname |
| 2002                                      | 5e AOKK       | India         | 5e plaats     |
| 2004                                      | 6e AOKK       | Nieuw-Zeeland | Geen deelname |
| 2006                                      | 7e AOKK       | Hongkong      | Geen deelname |
| 2010                                      | 8e AOKK       | China         | Geen deelname |
| 2014                                      | 9e AOKK       | Hongkong      | 9e plaats     |
| 2018                                      | 10e AOKK      | Japan         | 5e plaats     |
| 2022                                      | 11e AOKK      | Thailand      | 6e plaats     |